# Вінтер Голл
Вінтер Еймос Голл (англ. Winter Amos Hall; 21 червня 1872 — 10 лютого 1947) — новозеландський актор німого кіно, який пізніше знімався в звукових фільмах. З 1916 по 1938 рік він знявся у понад 120 фільмах. До цього він мав кар'єру театрального актора в Австралії та Сполучених Штатах. У звукових фільмах він часто знімався як священнослужитель.

## Біографія
Вінтер Голл народився в Крайстчерчі, Нова Зеландія, і помер у Лос-Анджелесі, Каліфорнія. Голл був одружений зі співвітчизницею з Нової Зеландії Кетрін Янг, концертуючою піаністкою. Їхній син, народжений в Австралії, Дезмонд Вінтер Голл, був письменником-фантастом, редактором журналу та автором «Я дарую тобі Оскара Вайльда» (1965), роману про драматурга Оскара Вайлда.

## Вибрана фільмографія
- 1919 — Червоний ліхтар / The Red Lantern — преподобний Алекс Темплтон
- 1919 — У горі і в радості / For Better, for Worse
- 1920 — Тринадцята заповідь / The Thirteenth Commandment
- 1920 — Древо пізнання / The Tree of Knowledge
- 1920 — Ось моя дружина / Behold My Wife — генерал Армур
- 1921 — Жаклін / The Jucklins
- 1922 — Палаючі піски / Burning Sands — губернатор
- 1923 — Голос із мінарету / The Voice from the Minaret — єпископ Еллсворт
- 1923 — Попіл помсти / Ashes of Vengeance — єпископ
- 1924 — Таємниці / Secrets
- 1925 — Граустарк / Graustark — посол
- 1925 — Бен-Гур: історія Христа / Ben-Hur: A Tale of the Christ — Йосиф
- 1929 — Парад кохання / The Love Parade
- 1933 — Кавалькада / Cavalcade
- 1934 — Баррети з Вімпоул-стріт / The Barretts of Wimpole Street
- 1934 — Весела вдова / The Merry Widow
- 1935 — Хрестовий похід / The Crusades
- 1935 — Заколот на Баунті / Mutiny on the Bounty
- 1936 — Марія Шотландська / Mary of Scotland
- 1937 — Корабель невільників / Slave Ship — міністр
- 1937 — Улюбленець Нью-Йорка / The Toast of New York